# Ивенецкое восстание
Ивенецкое восстание — боевая операция, состоявшаяся 19 июня 1943 года при участии Польского партизанского отряда из Области АК Столбцы в результате которой было захвачено местечко Ивенец (ныне Воложинский район, Минская область, Республика Беларусь) и разбит размещавшийся там немецкий гарнизон,.
Атака на Ивенец проводилась с целью освобождения арестованных руководителей местной конспиративной сети, а также с целью предупреждения аналогичной советской операции. Ценой небольших потерь польские партизаны на 18 часов захватили местечко, освободили всех арестованных и уничтожили от 40 до 150 немцев и коллаборационистов. Было также захвачено большое количество оружия, амуниции, скота, инвентаря и других трофеев. От 100 до 200 сотрудников Белорусской вспомогательной полиции добровольно перешли на сторону польского отряда. Захват Ивенца был одной из самых масштабных вооруженных операций в истории деятельности Армии Крайовой.
В ответ на поражение немцы уничтожили около 150 жителей Ивенца. Кроме того, летом 1943 года в Налибокской пуще была проведена карательная операция, известная под кодовым названием «Herman».

## Предыстория
После поражения Польши в 1939 году Столбцовский уезд вместе с остальными землями Западной Белоруссии перешёл под контроль СССР. В свою очередь, после нападения Германии на СССР в июне 1941 года территория уезда германскими оккупационными властями была включена в состав рейхскомиссариата Остланд. Оккупанты при поддержке Белорусской вспомогательной полиции уничтожили большинство местных евреев и начали безжалостный террор против местного польского населения. В то же время обширная Налибокская пуща стала пристанищем для красноармейцев, избежавших немецкого плена и для евреев, убежавших из окрестных гетто. К исходу 1942 года, переброшенные через линию фронта советские офицеры и комиссары приступили к трансформации этих разрозненных групп в регулярные партизанские отряды.
Вскоре после начала немецкой оккупации на территории довоенного Новогрудского воеводства начали создаваться структуры Союза вооружённой борьбы (переименованного в феврале 1942 года в Армию Крайову). Уже в ноябре 1941 года командование Новогрудской области СВБ/АК назначило подпоручика Александра Варокомского (псевдоним «Швир») на должность коменданта Столбцовской области (криптоним «Слуп»). «Швир» быстро вошёл в контакт с офицерами и унтер-офицерами Войска Польского. Его близким соратником стал, в частности, Каспер Милошевский (псевдоним «Левальд») — один из лидеров польской общественности, который также пользовался относительным доверием советских партизан.
Первоначально деятельность области «Слуп» была сосредоточена на сборе оружия и боеприпасов, а также проникновению в структуры местной полиции и администрации. Идея создания польского партизанского отряда не нашла в тот момент поддержки главного командования АК, решившего готовится ко всеобщему восстанию. Только такие факторы, как рост количества раскрытых сторонников и вербовка польской молодёжи в ряды советского партизанского движения повлияли на смену позиции командования области. Толчком к организации польского партизанского отряда стала, в частности, массовое убийство жителей деревни Налибоки, проведённое советскими партизанами в ночь на 8 мая 1943 года.
3 июня 1943 года в имении Куль, в глубине Налибокской пущи произошла первая вербовка в ряды польского отряда. В этот день там зарегистрировались 44 добровольца, ставшие основой для Столбцовской группировки Армии Крайовой. Местное руководство Армии Крайовой первоначально считало, что во главе отряда станет подпоручик Витольд Пельчинский (псевдоним «Дзвиг»), но уже в первый день он был ранен в результате случайного взрыва гранаты. В этих условиях командование отрядом принял поручик «Левальд». Новости о создании польского отряда быстро разошлись среди местного населения. Несмотря на то, что партизаны принимали в свои ряды только вооружённых и обмундированных добровольцев, на протяжении 10 дней количество бойцов отряда увеличилось до 130. Вскоре к отряду присоединились ещё несколько десятков добровольцев-кавалеристов, во главе с хорунжим Здиславом Нуркевичем (псевдоним «Ночь»), благодаря чему стало возможным создание конного патруля.
В Налибокской пуще находилась многотысячная группировка советских партизан, и, не желая конфликтовать с подобным союзником, поручик «Левальд» скрывал свою принадлежность к Армии Крайовой, эффективно убеждая партизанское командование, что создание отряда произошло по инициативе местного польского населения. С разрешения командования области, «Левальд» с тактической точки зрения формально подчинялся советскому командованию. Он также принял ряд других далеко идущих решений, не имея, однако, намерения реализовывать их на практике. По соглашению с советским командованием отряду было присвоено название «Польский партизанский отряд имени Тадеуша Костюшко». Кроме этого, был согласован раздел Налибокской пущи на советский и польский сектора и согласовано, что польские и советские партизаны будут действовать соответственно с западной и восточной стороны бывшей границы 1939 года.

## Атака на Ивенец

### Подготовка
Вскоре после создания отряда произошло разоблачение польской подпольной сети Ивенца. В руки немцев и их коллаборационистов попало от 20 до 80 членов и сторонников Армии Крайовой. Арест лично курировал судья Карачун из Столбцов, бывший грозой местного польского населения. По результатам проведённой разведки Армия Крайова получила информацию о том, что оккупанты имеют намерение вывезти арестованных в Колдычевский и Тростенецкий лагеря смерти. В свете этих данных командование Столбцовской области приняло решение о проведении нападения на немецкий гарнизон Ивенца. Целью этой акции было не только освобождение заключённых, но и предупреждение аналогичной советской акции. Польское командование беспокоило то, что советское нападение на Ивенец может вызвать большие материальные потери и ненужные жертвы среди мирного населения.
В период II Речи Посполитой Ивенец был центром одной из гмин Воложинского повята и имел население около 5000 жителей. После присоединения Западной Белоруссии к СССР советские власти разместили в Ивенце центр Ивенецкого района, в состав которого входила часть земель довоенных Столбцовского и Воложинского повятов. Из-за того, что такой административный раздел сохранился и в период немецкой оккупации, население города выросло почти в два раза, а в городе находился сильный немецкий гарнизон. В июне 1943 года там квартировался отряд немецкой жандармерии, числом от нескольких десятков до 100 сотрудников. Командовал ими известный своей жестокостью Карл Кэвил. В состав ивенецкого гарнизона входило ещё несколько сотен бойцов из белорусской вспомогательной полиции, а дополнительную поддержку могли оказать несколько десятков немецких чиновников местного экономического отделения. Кроме того, в старых казармах Корпуса охраны границы над рекой Волма, размещённых в двух километрах от города, находились две роты Люфтваффе (направленные сюда на отдых). Согласно одним источниками, Ивенец обороняли приблизительно 700 полицейских, солдат и чиновников (400 немцев и 300 полицаев). Другие исследователи насчитывают количество бойцов гарнизона на уровне около 500 человек.
После получения согласия командования датой нападения было назначено 22 июня. Но в скором времени польская разведка получила сведения о том, что немцы приступили к укреплению своих объектов в городе. Более того, 19 июня немцы решили провести массовый призыв в Белорусский корпус самообороны и принудительный выкуп лошадей для нужд германской армии. Это создавало отличную возможность для незаметного проникновения в город вооружённых партизан, и поэтому было принято решение перенести акцию на три дня раньше. Польские планы предусматривали нападение на город как извне, так и изнутри:
- операцией внутри города должен был руководить подхорунжий Олгерд Война (псевдоним «Лех»), разместивший свой командный штаб в доме семьи Дзержинских[nb 2]. Он имел в своём распоряжении членов местного подполья и 60 партизан, тайно проникнувших в Ивенец в ночь на 19 июня (в гражданской одежде, с коротким оружием и гранатами). Бойцы были разделены на четыре группы, которым командовали: вахмистр Ян Якубовский (псевдоним «Дэмб»), плутоновый Валериан Жухович (псевдоним «Опоньча»), плутоновый Юзеф Недзведский (псевдоним «Шары») и плутоновый Болеслав Новаковский. Их задачей был захват постов немецкой и белорусской полиции, а также захват почты и немецкого экономического бюро[24].
- отряд под командованием подпоручика Валентина Пархимовича (псевдоним «Валдан»)должен был атаковать казармы над Волмой и предотвратить возможность прийти на помощь гарнизону города расквартированным там бойцам Люфтваффе[24].
- отряд под командованием поручика Каспера Милошевского, вооружённый двумя пулемётами, имел задачей блокировать дорогу ведущую от казармы в центр города[24].
- конная разведка под командованием поручика Здислава Нуркевича должна была прикрывать дороги, ведшие в Столбцы и Раков[24].

В докладах советских партизан сообщалось, что в операции косвенно участвовала Партизанская бригада им. Чкалова, по просьбе поляков охранявшая дороги, шедшие к Воложину и Ракову, но это не подтверждают польские источники.

### Ход сражения
Нападение на Ивенец началось ровно в полдень 19 июня, в обеденное время, когда внимание оккупантов было ослаблено. По звуку колоколов костёла, бивших к молитве, бойцы Армии Крайовой перерезали телефонные линии, ведшие к городу, после чего без особенных трудностей захватили помещение почты и немецкое экономическое бюро (застрелив при этом одного сотрудника). Партизаны уничтожили также мост через Волму. Группа под командованием вахмистра «Дэмба», обезвредив охранников, окружила штаб-квартиру белорусской полиции и призвала её сотрудников к капитуляции. Старшим из полицаев, находившихся в то время на участке, был заместитель командира, старший сержант Стефан Познанский, унтер-офицер довоенной Государственной Полиции, и также член Армии Крайовой. По его приказу, полицаи, среди которых преобладали поляки, во многих случаях члены и сторонники Армии Крайовой — сложили оружие и покинули помещение. Только небольшая группа полицаев, прибывших в город несколько дней назад из Полоцка, пыталась сопротивляться, однако их ликвидировали без особых трудностей.
Однако быстро захватить участок немецкой жандармерии не получилось. Правда, солдаты под командованием сержанта «Опоньчи» смогли бесшумно обезвредить двух охранников, но перестрелка, начавшаяся в районе казарм белорусской полиции, предупредила немцев. Один из жандармов успел замкнуть двери и убить гранатой капрала Яна Неджвецкого. Партизаны Ян Мисачек и Ян Бричковский сумели проникнуть в участок через открытое окно, после чего они уничтожили гранатами радиостанцию и телефонную станцию и вернулись к своим. Жандармы, успокоившись, организовали сильную оборону. Бойцы Армии Крайовой, вооружённые только коротким оружием и гранатами, не рискнули начать фронтальный штурм. В ходе перестрелки погиб один партизан, а второй получил смертельное ранение. Ещё двое бойцов получили лёгкие ранения.
Одновременно с началом боя в городе солдаты «Валдана» напали на казармы Люфтваффе. Немцы быстро поняли, что их атакует небольшое количество противников, и, успокоившись, перешли в контратаку. Однако, когда они попытались перейти гать через Волму, подразделения «Валдана» и «Левальда» накрыли их сильным огнём из пулемётов. Многие из солдат Люфтваффе были убиты, остальные отступили в казармы. Солдаты Армии Крайовой взяли в плен двух немецких офицеров в звании капитана. Одного из них, происходившего из Чехословакии, практически сразу расстреляли. В ночь на 20 июня немецкие солдаты, отступившие в казармы, произвели пробу контратаки, но были обстреляны с двух сторон, понеся при этом тяжёлые потери.
Между тем в центре Ивенца немецкие жандармы по-прежнему оказывали сильное сопротивление, вероятно, боясь, что в случае сдачи в плен их ожидает кара за прежние преступления против мирного населения. Желая склонить немцев к капитуляции, бойцы Армии Крайовой отправили в качестве парламентария офицера Люфтваффе, захваченного во время нападения на казармы. Жандармы, однако, ответили огнём, убив соотечественника на месте (согласно другим данным, офицер был ранен). После двух часов борьбы, вахмистру «Дембу» пришла в голову идея, облить помещение с помощью пожарного бочковоза и шланга бензином. Поджог участка стал поворотным моментом стычки. Почти все жандармы погибли в огне, либо от польских пуль. К разочарованию бойцов, смерти избежал ненавистный жандармский комендант. Уцелели также бургомистр Пётр Бурак и судья Карачун, которым вместе с группой немцев удалось уйти в Минск.
Ивенец был свободен почти восемнадцать часов. Когда на рассвете 20 июня над городом появились немецкие самолёты разведки, польское командование приняло решение о начале отступления. В 6:00 по сигналу трубача, сыгравшего хейнал Войска Польского, бойцы Армии Крайовой покинули Ивенец, направляясь к Рудне Налибокской. Партизаны забрали с собой освобождённых арестантов, дезертиров из белорусской полиции, много представителей польской молодёжи, согласившихся вступить добровольцами в ряды отряда, и 70 телег с разнообразной добычей.
Несколькими часами ранее конный взвод, выделенный поляками для разведки, установил контакт с советскими партизанами из бригады имени Чкалова. Комиссар Иван Козик предложил солдатам Армии Крайовой проведение совместной атаки на казармы Люфтваффе. В связи со скорой возможностью подхода немецкого подкрепления поляки отклонили это предложение. Группа советских партизан вошла затем в Ивенец, где приступила к опорожнению немецких складов с товарами и оборудованием, которые не тронули поляки. Они не смогли ускользнуть от погони немцев, нанёсших им тяжёлые потери в бою под Пральниками.

### Итоги
Нападение на Ивенец завершилось полным успехом. В зависимости от источника, считается, что польские партизаны убили от 40—50 до 100 или даже 150 немцев и их коллаборационистов. Кроме этого, несколько немцев попало в плен к полякам (были освобождены в Рубежевичах). Были освобождены все арестованные, в том числе несколько евреев (среди которых были врачи). Из рядов белорусской вспомогательной полиции дезертировало от 100 до 200 сотрудников, которые потом присоединились к польскому отряду. Партизаны захватили также пять автомобилей (два легковые и три грузовые), две противотанковые пушки с боеприпасами, несколько станковых и ручных пулемётов, несколько сотен гранат, 12 тысяч патронов, секретные военные документы, несколько десятков коней и голов скота, большие запасы медикаментов и продуктов питания (в том числе значительное количество консервов, муки, сахара и соли), несколько бочек спирта, а также военные сапоги и кожу. Собственные потери — до трёх человек убитыми и 6—11 ранеными.
Согласно с мнением отдельных исследователей, захват Ивенца был одним из крупнейших выступлений в истории Армии Крайовой. Местное население и вместе с ним польские историки называют это событие «ивенецким восстанием». Благодаря притоку сотен добровольцев и захвату значительного количества оружия и боеприпасов, Польский партизанский отряд был вскоре повышен до статуса батальона.
Успех поляков впечатлил командование советских партизан, вызвав одновременно в связи с этим большое беспокойство. В подпольной газете «Народный мститель» даже появилась статья, посвящённая ивенецкой акции, которая, как выяснилось потом, была единственной выдержанной в положительном тоне заметкой в советской прессе (в свою очередь, статья в газете «Чырвоная Звязда» приписала захват Ивенца советским партизанам).
Утром 20 июня из Минска в Ивенец прибыло крупное немецкое подкрепление. В качестве мести за поражение немцы убили около 150 жителей Ивенца. Много людей было вывезено на принудительные работы. Среди расстрелянных, были, в частности, Казимир и Люция Дзержинские, в доме которых размещался штаб польского отряда (несмотря на рекомендации «Левальда», супруги решили не покидать город).

## Операция «Герман»
Вести об Ивенецком восстании широко распространились по Новогрудчине и серьёзно обеспокоили немецкое командование. Оккупанты решили любой ценой ликвидировать партизанские базы в Налибокской пуще. С этой целью были задействованы серьёзные силы в размере до 60 тыс. солдат и полицаев, с поддержкой авиации, артиллерии и бронированной техники. Карательной операцией, которой было присвоено название «Herman», лично руководил Начальник СС и полиции в Белоруссии Курт фон Готберг. В его штабе также находился Эрих фон дем Бах, специальный уполномоченный рейхсфюрера СС по вопросам борьбы с партизанским движением (Chef der Bandenbekämpfungsver bände).
Операция «Herman» началась 13 июля, в то же время первые бои произошли 20 июля (также указывается дата 15 июля). В соответствии с принятыми ранее договорённостями, польские и советские партизаны совместно предприняли попытку вооружённой борьбы. Первоначально солдаты Армии Крайовой успешно обороняли шоссе Минск-Новогрудок, проходившее через пущу, а также переправу через реку Шура. В первый день боёв немцам были нанесены большие потери, достигающие 50 убитых. Однако на другой день польское командование увидело, что советские партизаны, задачей которых была оборона обоих флангов польского батальона, без предупреждения покинули оборонительные позиции. Под угрозой уничтожения батальон Армии Крайовой был вынужден отступить в местность под названием «Голые болота». По причине угрозы окружения и отсутствия возможности продолжать борьбу, польское командование было вынуждено разделить батальон на небольшие группы размером в 20—25 человек, и приказать бойцам самостоятельно искать спасения. Блокада Налибокской пущи закончилась 8 августа. Польский отряд понёс потери в размере по крайней мере 40 убитых, нескольких десятков раненых и более 100 пропавших без вести. Были убиты, в частности, два командира рот. Утрачено почти 60 % оружия, в том числе все тяжёлые пулемёты и миномёты, а также обозы и большая часть коней. Советские отряды смогли избежать облав, но понесли тяжёлые потери. Жертвой операции «Herman» стало в первую очередь белорусское и польское гражданское население, поскольку, желая лишить партизан поддержки, немцы создали полосу «выжженной земли» в радиусе 10—15 километров вокруг леса. Были уничтожены 60 деревень и неустановленное количество отдельных хуторов и домов, при этом было убито 4280 человек. От 21 000 до 25 000 человек было отправлено на принудительные работы в Третий рейх. Стариков, женщин и детей выселили за границы блокады.
Несмотря на тяжёлые потери, понесённые во время операции «Herman», польский батальон смог ещё до конца августа собраться снова в своём старом лагере в окрестностях Дрывежи. Вскоре, командование отправило им трёх парашютистов из числа так называемых тихотёмных, присланных из Великобритании. До конца ноября 1943 г. количество солдат столбцовского батальона выросла до около 400 человек.

## Комментарии
1. ↑  Советское командование стремилось к тому, чтобы отряд Милошевского не поддерживал отношений с польскими правящими кругами в Варшаве и Лондоне и также не принимал в свои ряды поляков, не происходивших с Новогрудчины. Были также затребованы гарантии свободного распространения коммунистической пропаганды среди солдат[14].
2. ↑  В части источников сообщалось, что акцией непосредственно в городе командовал подпоручик Витольд Пельчинский[19][21]. Однако Каспер Милошевский вспоминал, что Пельчинский из-за травм полученных в результате взрыва гранаты, вернулся в пущу до начала атаки на Ивенец[25].
3. ↑  Согласно части источников, польские партизаны покинули Ивенец непосредственно перед полуднем[37][21].
4. ↑  Согласно части источников, этими партизанами были поляки из группы Адама Швенторжицкого, сотрудничавшие с советскими партизанами[26].
5. ↑  Спустя некоторое время, польские историки и ветераны, высказали предположение, что советские партизаны имели намерение уничтожить польский отряд руками немцев, и с этой целью открыли его фланги. Из сохранившихся советских документов, однако возможно узнать, что под натиском немцев, значительная часть советской партизанской группировки впала в панику, и разбежалась. Свидетельствуют об этом и большие потери, понесённые советскими партизанами[54].